# France aux Jeux paralympiques d'été de 2020
La France participe aux Jeux paralympiques d'été de 2020 à Tokyo. Elle est représentée par 137 athlètes, qui prennent part à dix-neuf disciplines sportives,. Quinze guides ou assistants sont également présent dans la délégation dont le médaillé olympique François Pervis comme pilote de para-cyclisme.
Le joueur de tennis Stéphane Houdet et la judokate Sandrine Martinet sont nommés porte-drapeaux de la cérémonie d'ouverture le 5 juillet 2021. Alexandre Léauté, quadruple médaillé sur ces Jeux est le porte-drapeau de la cérémonie de clôture.
La France repart de Tokyo avec 54 médailles, soit 26 médailles de plus que lors des précédents Jeux Paralympiques d'été. Le 10 juin 2022, à la suite de contrôles positifs à l'EPO les 19 mai, 31 juillet et 2 août 2021, le Polonais Marcin Polak est déchu de sa médaille de bronze de poursuite individuelle. C'est le cycliste français Alexandre Lloveras et son pilote Corentin Ermenault qui récupèrent la médaille, ce qui fait la 55e médaille française pour ces Jeux paralympiques.

## Bilan général

### Bilan par sport
| Place | Sport              | Médaille d'or, Jeux paralympiques | Médaille d'argent, Jeux paralympiques | Médaille de bronze, Jeux paralympiques | Total | Rang pays |
| ----- | ------------------ | --------------------------------- | ------------------------------------- | -------------------------------------- | ----- | --------- |
| 1     | Cyclisme sur route | 3                                 | 3                                     | 5                                      | 11    | 2e        |
| 2     | Tennis de table    | 2                                 | 2                                     | 7                                      | 11    | 3e        |
| 3     | Cyclisme sur piste | 2                                 | 1                                     | 3                                      | 6     | 3e        |
| 4     | Athlétisme         | 1                                 | 3                                     | 4                                      | 8     | 30e       |
| 5     | Badminton          | 1                                 | 1                                     | 0                                      | 2     | 5e        |
| 6     | Triathlon          | 1                                 | 0                                     | 1                                      | 2     | 4e        |
| 7     | Tennis fauteuil    | 1                                 | 0                                     | 0                                      | 1     | 4e        |
| 8     | Natation           | 0                                 | 2                                     | 3                                      | 5     | 25e       |
| 9     | Dynamophilie       | 0                                 | 1                                     | 1                                      | 2     | 12e       |
| 9     | Judo               | 0                                 | 1                                     | 1                                      | 2     | 10e       |
| 9     | Paracanoë          | 0                                 | 1                                     | 1                                      | 2     | 7e        |
| 12    | Aviron             | 0                                 | 0                                     | 2                                      | 2     | 8e        |
| 13    | Escrime            | 0                                 | 0                                     | 1                                      | 1     | 10e       |
| Total | Total              | 11                                | 15                                    | 29                                     | 55    | 14e       |

### Bilan par jour de compétition
| Jour          | Médaille d'or, Jeux paralympiques | Médaille d'argent, Jeux paralympiques | Médaille de bronze, Jeux paralympiques | Total |
| ------------- | --------------------------------- | ------------------------------------- | -------------------------------------- | ----- |
| 25 août       | 0                                 | 1                                     | 2                                      | 3     |
| 26 août       | 1                                 | 1                                     | 0                                      | 2     |
| 27 août       | 1                                 | 2                                     | 3                                      | 6     |
| 28 août       | 1                                 | 2                                     | 6                                      | 9     |
| 29 août       | 0                                 | 1                                     | 6                                      | 7     |
| 30 août       | 1                                 | 1                                     | 0                                      | 2     |
| 31 août       | 2                                 | 1                                     | 2                                      | 5     |
| 1er septembre | 1                                 | 2                                     | 4                                      | 7     |
| 2 septembre   | 0                                 | 2                                     | 4                                      | 6     |
| 3 septembre   | 3                                 | 0                                     | 2                                      | 5     |
| 4 septembre   | 0                                 | 1                                     | 0                                      | 1     |
| 5 septembre   | 1                                 | 1                                     | 0                                      | 2     |
| Total         | 11                                | 15                                    | 29                                     | 55    |

### Bilan par sexe
| Sexe   | Médaille d'or, Jeux paralympiques | Médaille d'argent, Jeux paralympiques | Médaille de bronze, Jeux paralympiques | Total |
| ------ | --------------------------------- | ------------------------------------- | -------------------------------------- | ----- |
| Hommes | 11                                | 9                                     | 19                                     | 39    |
| Femmes | 0                                 | 4                                     | 9                                      | 13    |
| Mixte  | 0                                 | 2                                     | 1                                      | 3     |
| Total  | 11                                | 15                                    | 29                                     | 55    |

### Multi-médaillés
| Athlète                                          | Sport(s)                              | Médaille d'or, Jeux paralympiques | Médaille d'argent, Jeux paralympiques | Médaille de bronze, Jeux paralympiques | Total |
| ------------------------------------------------ | ------------------------------------- | --------------------------------- | ------------------------------------- | -------------------------------------- | ----- |
| Fabien Lamirault                                 | Tennis de table                       | 2                                 | 0                                     | 0                                      | 2     |
| Alexandre Léauté                                 | Cyclisme sur piste Cyclisme sur route | 1                                 | 1                                     | 2                                      | 4     |
| Florian Jouanny                                  | Cyclisme sur route                    | 1                                 | 1                                     | 1                                      | 3     |
| Lucas Mazur                                      | Badminton                             | 1                                 | 1                                     | 0                                      | 2     |
| Alexandre Lloveras (pilote : Corentin Ermenault) | Cyclisme sur route                    | 1                                 | 0                                     | 2                                      | 3     |
| Loïc Vergnaud                                    | Cyclisme sur route                    | 0                                 | 3                                     | 0                                      | 3     |
| Ugo Didier                                       | Natation                              | 0                                 | 1                                     | 1                                      | 2     |
| Alex Portal                                      | Natation                              | 0                                 | 1                                     | 1                                      | 2     |
| Anne Barnéoud                                    | Tennis de table                       | 0                                 | 0                                     | 2                                      | 2     |
| Thu Kamkasomphou                                 | Tennis de table                       | 0                                 | 0                                     | 2                                      | 2     |
| Marie Patouillet                                 | Cyclisme sur route                    | 0                                 | 0                                     | 2                                      | 2     |
| Maxime Thomas                                    | Tennis de table                       | 0                                 | 0                                     | 2                                      | 2     |

## Médaillés

### Médailles d’or
| Sport               | Discipline                    | Sportifs                                       | Performance                       | Date          |
| Médailles d’or : 11 |                               |                                                |                                   |               |
| Athlétisme          | 400 m - T20                   | Charles-Antoine Kouakou                        | 47 s 63 (AR)                      | 31 août       |
| Badminton           | Simple hommes SL4             | Lucas Mazur                                    | 2 - 1 contre Yathiraj             | 5 septembre   |
| Cyclisme sur piste  | Poursuite - C2                | Alexandre Léauté                               | 3 min 31 s 478 (WR) contre Hicks  | 26 août       |
| Cyclisme sur piste  | Poursuite - C5                | Dorian Foulon                                  | 4 min 20 s 757 contre Donohoe     | 27 août       |
| Cyclisme sur route  | Contre-la-montre - B          | Alexandre Lloveras pilote : Corentin Ermenault | 41 min 54 s 02                    | 31 août       |
| Cyclisme sur route  | Course en ligne - H1-2        | Florian Jouanny                                | 1 h 49 min 36 s                   | 1er septembre |
| Cyclisme sur route  | Course en ligne - C4-5        | Kévin Le Cunff                                 | 2 h 14 min 49 s                   | 3 septembre   |
| Tennis fauteuil     | Double messieurs              | Stéphane Houdet Nicolas Peifer                 | 7-5, 0-6, 7-63 contre Hewett/Reid | 3 septembre   |
| Tennis de table     | Simple masculin - Classe 2    | Fabien Lamirault                               | 3 - 2 contre Czuper               | 30 août       |
| Tennis de table     | Double masculin - Classes 1-2 | Fabien Lamirault Stéphane Molliens             | 2 - 0 contre Cha/Park             | 3 septembre   |
| Triathlon           | PTS4 hommes                   | Alexis Hanquinquant                            | 59 min 58 s                       | 28 août       |

### Médailles d’argent
| Sport                   | Discipline                     | Sportifs                                   | Performance                   | Date          |
| Médailles d’argent : 15 |                                |                                            |                               |               |
| Athlétisme              | Saut en longueur - T64         | Marie-Amélie Le Fur                        | 6,11 m                        | 28 août       |
| Athlétisme              | Saut en longueur - T64         | Dimitri Pavadé                             | 7,39 m (PB)                   | 1er septembre |
| Athlétisme              | 100 m - T11                    | Timothée Adolphe guide : Bruno Naprix      | 10 s 90 (PB)                  | 2 septembre   |
| Badminton               | Double mixte SL3-SU5           | Lucas Mazur Faustine Noël                  | 0 - 2 contre Hary/Leani Ratri | 5 septembre   |
| Cyclisme sur piste      | Kilomètre - C1-3               | Alexandre Léauté                           | 1 min 5 s 031                 | 27 août       |
| Cyclisme sur route      | Contre-la-montre - H5          | Loïc Vergnaud                              | 39 min 15 s 16                | 31 août       |
| Cyclisme sur route      | Course en ligne - H5           | Loïc Vergnaud                              | 2 h 24 min 30 s               | 1er septembre |
| Cyclisme sur route      | Relai mixte par équipes - H1-5 | Riadh Tarsim Florian Jouanny Loïc Vergnaud | 53 min 3 s                    | 2 septembre   |
| Dynamophilie            | Moins de 54 kg                 | Axel Bourlon                               | 165 kg                        | 26 août       |
| Judo                    | Moins de 48 kg                 | Sandrine Martinet                          | 1 - 10s1 contre Hajiyeva      | 27 août       |
| Natation                | 400 m nage libre - S9          | Ugo Didier                                 | 4 min 11 s 33                 | 25 août       |
| Natation                | 200 m 4 nages - SM13           | Alex Portal                                | 2 min 9 s 92                  | 30 août       |
| Paracanoë               | Kayak 200 m individuel - KL3   | Nélia Barbosa                              | 51 s 558                      | 4 septembre   |
| Tennis de table         | Simple féminin - Classe 11     | Léa Ferney                                 | 1 - 3 contre Prokofieva       | 28 août       |
| Tennis de table         | Simple masculin - Classe 10    | Matéo Bohéas                               | 0 - 3 contre Chojnowski       | 29 août       |

### Médailles de bronze
| Sport                    | Discipline                         | Sportifs                                                                          | Performance                   | Date          |
| Médailles de bronze : 29 |                                    |                                                                                   |                               |               |
| Athlétisme               | 200 m - T37                        | Mandy François-Elie                                                               | 27 s 34                       | 27 août       |
| Athlétisme               | Saut en longueur - T11             | Ronan Pallier                                                                     | 6,15 m                        | 27 août       |
| Athlétisme               | 400 m - T11                        | Trésor Makunda guide : Lucas Mathonat                                             | 51 s 74                       | 29 août       |
| Athlétisme               | 800 m - T53                        | Pierre Fairbank                                                                   | 1 min 39 s 67                 | 2 septembre   |
| Aviron                   | Skiff féminin PR1                  | Nathalie Benoit                                                                   | 11 min 28 s 44                | 29 août       |
| Aviron                   | Quatre avec barreur mixte PR3      | Érika Sauzeau Antoine Jesel Rémy Taranto Margot Boulet barreur : Robin Le Barreau | 7 min 6 s 2                   | 29 août       |
| Cyclisme sur piste       | Poursuite - C5                     | Marie Patouillet                                                                  | 3 min 39 s 233 contre Murray  | 25 août       |
| Cyclisme sur piste       | Poursuite - B                      | Alexandre Lloveras pilote : Corentin Ermenault                                    | 4 min 8 s 126 battu par Polak | 25 août       |
| Cyclisme sur piste       | Kilomètre - B                      | Raphaël Beaugillet pilote : François Pervis                                       | 1 min 0 s 472                 | 28 août       |
| Cyclisme sur route       | Contre-la-montre - C2              | Alexandre Léauté                                                                  | 37 min 7 s 16                 | 31 août       |
| Cyclisme sur route       | Contre-la-montre - H2              | Florian Jouanny                                                                   | 32 min 41 s 62                | 31 août       |
| Cyclisme sur route       | Course en ligne - C4-5             | Marie Patouillet                                                                  | 2 h 23 min 49 s               | 2 septembre   |
| Cyclisme sur route       | Course en ligne - C1-3             | Alexandre Léauté                                                                  | 2 h 11 min 6 s                | 2 septembre   |
| Cyclisme sur route       | Course en ligne - B                | Alexandre Lloveras pilote : Corentin Ermenault                                    | 3 h 6 min 14 s                | 3 septembre   |
| Escrime                  | Fleuret par équipes - Open         | Damien Tokatlian Maxime Valet Romain Noble                                        | 45 - 40 contre RPC            | 29 août       |
| Dynamophilie             | Moins de 73 kg                     | Souhad Ghazouani                                                                  | 132 kg                        | 29 août       |
| Judo                     | Moins de 90 kg                     | Hélios Latchoumanaya                                                              | 10 - 0 contre Amanzhol        | 29 août       |
| Natation                 | 400 m nage libre - S13             | Alex Portal                                                                       | 4 min 6 s 49                  | 27 août       |
| Natation                 | 200 m 4 nages - SM9                | Ugo Didier                                                                        | 2 min 17 s 15                 | 1er septembre |
| Natation                 | 100 m dos - S10                    | Florent Marais                                                                    | 1 min 1 s 30                  | 2 septembre   |
| Paracanoë                | Kayak 200 m individuel - KL1       | Rémy Boullé                                                                       | 48 s 917                      | 3 septembre   |
| Tennis de table          | Simple masculin - Classe 4         | Maxime Thomas                                                                     | 1 - 3 contre Ozturk           | 28 août       |
| Tennis de table          | Simple féminin - Classe 7          | Anne Barnéoud                                                                     | 1 - 3 contre Safonova         | 28 août       |
| Tennis de table          | Simple féminin - Classe 8          | Thu Kamkasomphou                                                                  | 1 - 3 contre Huang            | 28 août       |
| Tennis de table          | Simple masculin - Classe 11        | Lucas Créange                                                                     | 2 - 3 contre Palos            | 28 août       |
| Tennis de table          | Par équipes masculin - Classes 4-5 | Florian Merrien Maxime Thomas Nicolas Savant-Aira                                 | 0 - 2 contre Corée du Sud     | 1er septembre |
| Tennis de table          | Par équipes masculin - Classe 8    | Thomas Bouvais Clément Berthier                                                   | 0 - 2 contre Ukraine          | 1er septembre |
| Tennis de table          | Par équipes féminin - Classes 6-8  | Anne Barnéoud Thu Kamkasomphou                                                    | 0 - 2 contre Chine            | 1er septembre |
| Triathlon                | PTVI1 femmes                       | Annouck Curzillat guide : Céline Bousrez                                          | 1 h 11 min 45 s               | 28 août       |

## Nombre d’athlètes qualifiés par sport
Voici la liste des qualifiés français par sport :
| Sport            | Femmes | Hommes | Total |
| ---------------- | ------ | ------ | ----- |
| Athlétisme       | 7      | 15     | 22    |
| Aviron           | 4      | 4      | 8     |
| Badminton        | 2      | 4      | 6     |
| Boccia           | 1      | 2      | 3     |
| Canoë            | 1      | 2      | 3     |
| Cyclisme         | 3      | 8      | 11    |
| Dynamophilie     | 1      | 1      | 2     |
| Equitation       | 3      | 1      | 4     |
| Escrime fauteuil |        | 4      | 4     |
| Football à 5     |        | 10     | 10    |
| Judo             | 1      | 2      | 3     |
| Natation         | 3      | 6      | 9     |
| Rugby fauteuil   |        | 11     | 11    |
| Tækwondo         | 1      | 1      | 2     |
| Tennis fauteuil  | 2      | 4      | 6     |
| Tennis de table  | 4      | 10     | 14    |
| Tir à l’arc      | 1      | 3      | 4     |
| Tir sportif      |        | 8      | 8     |
| Triathlon        | 4      | 6      | 10    |
| Total            | 38     | 102    | 140   |

## Athlétisme
Piste - Hommes
| Athlète                               | Épreuve   | Série          | Série | Demi-finale | Demi-finale | Finale             | Finale                                 |
| Athlète                               | Épreuve   | Résultat       | Rang  | Résultat    | Rang        | Résultat           | Rang                                   |
| ------------------------------------- | --------- | -------------- | ----- | ----------- | ----------- | ------------------ | -------------------------------------- |
| Timothée Adolphe guide : Jeffrey Lami | 100m T11  | 11 s 12        | 1er   | 11 s 06     | 1er         | 10 s 90 (PB)       | Médaille d'argent, Jeux paralympiques  |
| Timothée Adolphe guide : Jeffrey Lami | 400m T11  | DSQ            | NC    | -           | -           | Éliminés           | Éliminés                               |
| Nicolas Brignone                      | 100m T53  | 15 s 81        | 6e    | -           | -           | Éliminé            | Éliminé                                |
| Nicolas Brignone                      | 400m T53  | 52 s 28        | 5e    | -           | -           | Éliminé            | Éliminé                                |
| Nicolas Brignone                      | 800m T53  | 1 min 46 s 85  | 4e    | -           | -           | Éliminé            | Éliminé                                |
| Julien Casoli                         | 400m T54  | 47 s 99        | 3e    | -           | -           | Éliminé            | Éliminé                                |
| Julien Casoli                         | 800m T54  | 1 min 35 s 38  | 4e    | -           | -           | 1 min 39 s 62      | 8e                                     |
| Julien Casoli                         | 1500m T54 | 3 min 3 s 48   | 3e    | -           | -           | 2 min 51 s 69 (PB) | 7e                                     |
| Julien Casoli                         | 5000m T54 | 10 min 15 s 73 | 4e    | -           | -           | DNF                | NC                                     |
| Pierre Fairbank                       | 100m T53  | 15 s 09        | 3e    | -           | -           | 15,41 s            | 5e                                     |
| Pierre Fairbank                       | 400m T53  | 48 s 70 (AR)   | 3e    | -           | -           | 50 s 00            | 6e                                     |
| Pierre Fairbank                       | 800m T53  | 1 min 41 s 28  | 4e    | -           | -           | 1 min 39 s 67      | Médaille de bronze, Jeux paralympiques |
| Gaël Geffroy                          | 1500m T20 | -              | -     | -           | -           | 4 min 15 s 52      | 14e                                    |
| Rédouane Hennouni-Bouzidi             | 1500m T38 | -              | -     | -           | -           | 4 min 5 s 95       | 4e                                     |
| Dimitri Jozwicki                      | 100m T38  | 11 s 30 (PB)   | 2e    | -           | -           | 11 s 52            | 4e                                     |
| Charles-Antoine Kouakou               | 400m T20  | 48 s 85        | 2e    | -           | -           | 47 s 63 (AR)       | Médaille d'or, Jeux paralympiques      |
| Trésor Makunda guide : Lucas Mathonat | 400m T11  | 51 s 99 (PB)   | 2e    | -           | -           | 51 s 74 (PB)       | Médaille de bronze, Jeux paralympiques |
| Louis Radius                          | 1500m T38 | -              | -     | -           | -           | 4 min 17 s 19      | 7e                                     |

Concours - Hommes
| Athlète           | Épreuve               | Finale    | Finale                                 |
| Athlète           | Épreuve               | Résultat  | Rang                                   |
| ----------------- | --------------------- | --------- | -------------------------------------- |
| Arnaud Assoumani  | Saut en longueur T47  | 6,89 m    | 8e                                     |
| Valentin Bertrand | Saut en longueur T37  | 5,80 m    | 8e                                     |
| Thierry Cibone    | Lancer de javelot F34 | 25,68 m   | 9e                                     |
| Thierry Cibone    | Lancer de poids F34   | 10,34 m   | 8e                                     |
| Ronan Pallier     | Saut en longueur T11  | 6,15 m    | Médaille de bronze, Jeux paralympiques |
| Dimitri Pavadé    | Saut en longueur T64  | 7,39 (PB) | Médaille d'argent, Jeux paralympiques  |

Piste - Femmes
| Athlète             | Épreuve  | Série        | Série | Finale       | Finale                                 |
| Athlète             | Épreuve  | Résultat     | Rang  | Résultat     | Rang                                   |
| ------------------- | -------- | ------------ | ----- | ------------ | -------------------------------------- |
| Mandy François-Elie | 100m T37 | 13 s 48      | 2e    | 13 s 51      | 4e                                     |
| Mandy François-Elie | 200m T37 | 27 s 43 (PR) | 1re   | 27 s 34      | Médaille de bronze, Jeux paralympiques |
| Angelina Lanza      | 200m T47 | DNS          | NC    | Éliminée     | Éliminée                               |
| Nantenin Keita      | 400m T13 | 57 s 40 (SB) | 1re   | 57 s 17 (SB) | 4e                                     |

Concours - Femmes
| Athlète             | Épreuve              | Finale      | Finale                                |
| Athlète             | Épreuve              | Résultat    | Rang                                  |
| ------------------- | -------------------- | ----------- | ------------------------------------- |
| Gloria Agblemagnon  | Lancer de poids F20  | 12,62 m     | 8e                                    |
| Manon Genest        | Saut en longueur T37 | 4,40 m      | 4e                                    |
| Angelina Lanza      | Saut en longueur T47 | 5,17 m      | 8e                                    |
| Marie-Amélie Le Fur | Saut en longueur T64 | 6,11 m (PR) | Médaille d'argent, Jeux paralympiques |
| Typhaine Soldé      | Saut en longueur T64 | 4,60 m      | 9e                                    |

## Aviron
| Athlète                                                                     | Compétition              | Séries         | Séries | Repêchages       | Repêchages | Finale         | Finale | Class.                                 |
| Athlète                                                                     | Compétition              | Temps          | Rang   | Temps            | Rang       | Temps          | Rang   | Class.                                 |
| --------------------------------------------------------------------------- | ------------------------ | -------------- | ------ | ---------------- | ---------- | -------------- | ------ | -------------------------------------- |
| Nathalie Benoit                                                             | Skiff PR1 Femmes         | 11 min 41 s 75 | 2e (R) | 10 min 56 s 23   | 1re (FA)   | 11 min 28 s 44 | 3e     | Médaille de bronze, Jeux paralympiques |
| Perle Bouge Christophe Lavigne                                              | Deux de couple PR2 Mixte | DSQ            | 6e (R) | 8 min 27 s 49    | 4e (FB)    | 9 min 10 s 85  | 3e     | 9e                                     |
| Margot Boulet Antoine Jesel Érika Sauzeau Rémy Taranto Robin Le Barreau (c) | Quatre barré PR3 Mixte   | 7 min 26 s 21  | 2e (R) | 7 min 6 s 2 (PR) | 1ers (FA)  | 7 min 27 s 04  | 3e     | Médaille de bronze, Jeux paralympiques |

## Badminton
| Athlète                    | Compétition              | Phase de Poules                   | Phase de Poules                    | Phase de Poules       | Phase de Poules | Quart de finale     | Demi-finale                      | Finale Match pour la 3e place | Finale Match pour la 3e place         |
| Athlète                    | Compétition              | Adversaire Résultat               | Adversaire Résultat                | Adversaire Résultat   | Rang            | Adversaire Résultat | Adversaire Résultat              | Adversaire Résultat           | Rang                                  |
| -------------------------- | ------------------------ | --------------------------------- | ---------------------------------- | --------------------- | --------------- | ------------------- | -------------------------------- | ----------------------------- | ------------------------------------- |
| David Toupé                | Simple WH1 - Hommes      | Battu par Nagashima 0 - 2         | Battu par Qu 0 - 2                 | -                     | 3e              | Éliminé             | Éliminé                          | Éliminé                       | Éliminé                               |
| Thomas Jakobs              | Simple WH2 - Hommes      | Battu par Chan 0 - 2              | Battu par Kajiwara 0 - 2           | -                     | 3e              | Éliminé             | Éliminé                          | Éliminé                       | Éliminé                               |
| Lucas Mazur                | Simple SL4 - Hommes      | Bat Hary 2 - 0                    | Bat Pott 2 - 0                     | Bat Yathiraj 2 - 0    | 1er             | -                   | Bat Tarun 2 - 1                  | Bat Yathiraj 2 - 1            | Médaille d'or, Jeux paralympiques     |
| Meril Loquette             | Simple SU5 - Hommes      | Bat Mroz 2 - 0                    | Battu par Dheva 0 - 2              | Battu par Suryo 0 - 2 | 3e              | -                   | Éliminé                          | Éliminé                       | Éliminé                               |
| Thomas Jakobs David Toupé  | Doubles WH1/WH2 - Hommes | Battus par Homhual/Junthong 0 - 2 | Battus par Kim J.J./Lee D.S. 0 - 2 | -                     | 3e              | -                   | Éliminés                         | Éliminés                      | Éliminés                              |
| Faustine Noël              | Simple SL4 - Femmes      | Battue par Sadiyah 0 - 2          | Battue par Oktila 0 - 2            | -                     | 3e              | -                   | Éliminés                         | Éliminés                      | Éliminés                              |
| Lénaïg Morin Faustine Noël | Doubles SL3/SU5 - Femmes | Battent Kohli/Palmar 2 - 0        | Battues par Cheng/Ma 0 - 2         | -                     | 2e              | -                   | Battues par Oktila/Sadiyah 0 - 2 | Battues par Ito/Suzuki 0 - 2  | 4e                                    |
| Lucas Mazur Faustine Noël  | Doubles SL3/SU5 - Mixte  | Battent Bhagat/Kohli 2 - 1        | Battent Teamarrom/Saensupa 2 - 0   | -                     | 1er             | -                   | Battent Fujihara/Sugino 2 - 0    | Battus par Hary/Oktila 0 - 2  | Médaille d'argent, Jeux paralympiques |

## Boccia
| Athlète                                              | Compétition    | Phase de poules                    | Phase de poules                    | Phase de poules                 | Phase de poules                               | Phase de poules | Demi-Finale | Finale   | Rang     |
| Athlète                                              | Compétition    | Match 1                            | Match 2                            | Match 3                         | Match 4                                       | Rang            | Demi-Finale | Finale   | Rang     |
| ---------------------------------------------------- | -------------- | ---------------------------------- | ---------------------------------- | ------------------------------- | --------------------------------------------- | --------------- | ----------- | -------- | -------- |
| Samir Van Der Beken                                  | Individuel BC3 | Battu par Legostaev 3 - 4          | Battu par Peska 0 - 5              | Bat Ntenta 4 - 2                | -                                             | 3e              | Éliminé     | Éliminé  | Éliminé  |
| Samir Van Der Beken Sonia Heckel Rodrigue Brenek (r) | Paires BC3     | Battus par Chaemchoi/Kla-Han 2 - 4 | Battent Polychronydis/Ntenta 4 - 3 | Battus par Jeong/Choi/Kim 1 - 7 | Battus par S. McCowan/Moulam/J. McCowan 0 - 7 | 5e              | Éliminés    | Éliminés | Éliminés |

## Canoë
| Athlète        | Compétition | Séries   | Séries | Demi-finales | Demi-finales | Finale A Finale B | Finale A Finale B                      |
| Athlète        | Compétition | Temps    | Rang   | Temps        | Rang         | Temps             | Rang                                   |
| -------------- | ----------- | -------- | ------ | ------------ | ------------ | ----------------- | -------------------------------------- |
| Nélia Barbosa  | KL3 Femmes  | 52 s 234 | 1re    | Exemptée     | Exemptée     | 51 s 558          | Médaille d'argent, Jeux paralympiques  |
| Rémy Boullé    | KL1 Hommes  | 51 s 726 | 2e     | 48 s 645     | 1er          | 48 s 917          | Médaille de bronze, Jeux paralympiques |
| Eddie Potdevin | VL3 Hommes  | 53 s 216 | 1er    | Exempté      | Exempté      | 53 s 055          | 6e                                     |

## Cyclisme

### Cyclisme sur route
Hommes
| Athlète                                        | Catégorie                    | Temps             | Rang                                   |
| ---------------------------------------------- | ---------------------------- | ----------------- | -------------------------------------- |
| Raphaël Beaugillet pilote : François Pervis    | Course contre-la-montre - B  | 1 h 1 min 23 s 32 | 9e                                     |
| Alexandre Lloveras pilote : Corentin Ermenault | Course contre-la-montre - B  | 41 min 54 s 02    | Médaille d'or, Jeux paralympiques      |
| Alexandre Lloveras pilote : Corentin Ermenault | Course en ligne - B          | 3 h 6 min 14 s    | Médaille de bronze, Jeux paralympiques |
| Alexandre Léauté                               | Course contre-la-montre - C2 | 37 min 7 s 16     | Médaille de bronze, Jeux paralympiques |
| Alexandre Léauté                               | Course en ligne - C1-3       | 2 h 11 min 6 s    | Médaille de bronze, Jeux paralympiques |
| Dorian Foulon                                  | Course contre-la-montre - C5 | DNF               | NC                                     |
| Dorian Foulon                                  | Course en ligne - C4-5       | DNF               | NC                                     |
| Kevin Le Cunff                                 | Course contre-la-montre - C5 | 43 min 51 s 87    | 5e                                     |
| Kevin Le Cunff                                 | Course en ligne - C4-5       | 2 h 14 min 49 s   | Médaille d'or, Jeux paralympiques      |
| Florian Jouanny                                | Course contre-la-montre - H2 | 32 min 41 s 62    | Médaille de bronze, Jeux paralympiques |
| Florian Jouanny                                | Course en ligne - H1-2       | 1 h 49 min 36 s   | Médaille d'or, Jeux paralympiques      |
| Riadh Tarsim                                   | Course contre-la-montre - H3 | 45 min 28 s 05    | 10e                                    |
| Riadh Tarsim                                   | Course en ligne - H3         | 2 h 48 min 4 s    | 7e                                     |
| Loïc Vergnaud                                  | Course contre-la-montre - H5 | 39 min 15 s 16    | Médaille d'argent, Jeux paralympiques  |
| Loïc Vergnaud                                  | Course en ligne - H5         | 2 h 24 min 30 s   | Médaille d'argent, Jeux paralympiques  |

Femmes
| Athlète          | Catégorie                      | Temps           | Rang                                   |
| ---------------- | ------------------------------ | --------------- | -------------------------------------- |
| Élise Marc       | Course contre-la-montre - C1-3 | 29 min 32 s 92  | 12e                                    |
| Élise Marc       | Course en ligne - C1-3         | 1 h 17 min 42 s | 10e                                    |
| Katell Alençon   | Course contre-la-montre - C4   | 44 min 18 s 59  | 5e                                     |
| Katell Alençon   | Course en ligne - C4-5         | DNF             | NC                                     |
| Marie Patouillet | Course contre-la-montre - C5   | 41 min 9 s 24   | 4e                                     |
| Marie Patouillet | Course en ligne - C4-5         | 2 h 23 min 49 s | Médaille de bronze, Jeux paralympiques |

Mixte
| Athlètes                                   | Catégorie                | Temps      | Rang                                  |
| ------------------------------------------ | ------------------------ | ---------- | ------------------------------------- |
| Riadh Tarsim Florian Jouanny Loïc Vergnaud | Relai par équipes - H1-5 | 53 min 3 s | Médaille d'argent, Jeux paralympiques |

### Cyclisme sur piste
Hommes
| Athlète                                        | Catégorie        | Qualifications      | Qualifications | Finale Course pour la médaille de bronze | Finale Course pour la médaille de bronze |
| Athlète                                        | Catégorie        | Résultat            | Rang           | Résultat                                 | Rang                                     |
| ---------------------------------------------- | ---------------- | ------------------- | -------------- | ---------------------------------------- | ---------------------------------------- |
| Raphaël Beaugillet guide : François Pervis     | Kilomètre - B    | NC                  | NC             | 1 min 0 s 472                            | Médaille de bronze, Jeux paralympiques   |
| Alexandre Lloveras pilote : Corentin Ermenault | Poursuite - B    | 4 min 5 s 263       | 4e             | Battu par Polak 4 min 8 s 126            | Médaille de bronze, Jeux paralympiques   |
| Alexandre Léauté                               | Kilomètre - C1-3 | NC                  | NC             | 1 min 5 s 031 (WR)                       | Médaille d'argent, Jeux paralympiques    |
| Alexandre Léauté                               | Poursuite - C2   | 3 min 31 s 817 (WR) | 1er            | Bat Hicks 3 min 31 s 478 (WR)            | Médaille d'or, Jeux paralympiques        |
| Dorian Foulon                                  | Kilomètre - C4-5 | NC                  | NC             | 1 min 5 s 348                            | 6e                                       |
| Dorian Foulon                                  | Poursuite - C5   | 4 min 18 s 274 (WR) | 1er            | Bat Donohoe 4 min 20 s 757               | Médaille d'or, Jeux paralympiques        |
| Kevin Le Cunff                                 | Kilomètre - C4-5 | NC                  | NC             | 1 min 6 s 357                            | 8e                                       |
| Kevin Le Cunff                                 | Poursuite - C5   | 4 min 22 s 257      | 4e             | Battu par Dementyev 4 min 27 s 997       | 4e                                       |

Femmes
| Athlète          | Catégorie      | Qualifications | Qualifications | Finale Course pour la médaille de bronze | Finale Course pour la médaille de bronze |
| Athlète          | Catégorie      | Résultat       | Rang           | Résultat                                 | Rang                                     |
| ---------------- | -------------- | -------------- | -------------- | ---------------------------------------- | ---------------------------------------- |
| Marie Patouillet | 500 m - C4-5   | NC             | NC             | 36 s 683                                 | 4e                                       |
| Marie Patouillet | Poursuite - C5 | 3 min 38 s 088 | 3e             | Bat Murray 3 min 39 s 233                | Médaille de bronze, Jeux paralympiques   |

Mixte
| Athlètes                                      | Catégorie           | Qualifications | Qualifications | Finale Course pour la médaille de bronze | Finale Course pour la médaille de bronze |
| Athlètes                                      | Catégorie           | Résultat       | Rang           | Résultat                                 | Rang                                     |
| --------------------------------------------- | ------------------- | -------------- | -------------- | ---------------------------------------- | ---------------------------------------- |
| Alexandre Léauté Kevin Le Cunff Dorian Foulon | Relais sprint C 1-5 | 50 s 344       | 4e             | Battus par Espagne 49 s 567              | 4e                                       |

## Dynamophilie
| Athlète          | Catégorie     | Développé-couché | Développé-couché                       |
| Athlète          | Catégorie     | Résultat         | Rang                                   |
| ---------------- | ------------- | ---------------- | -------------------------------------- |
| Axel Bourlon     | Hommes -54 kg | 165 kg           | Médaille d'argent, Jeux paralympiques  |
| Souhad Ghazouani | Femmes -73 kg | 132 kg           | Médaille de bronze, Jeux paralympiques |

## Équitation
| Athlète               | Cheval             | Catégorie | Grand Prix individuel | Grand Prix individuel | Grand Prix libre | Grand Prix libre |             | Par équipe | Par équipe | Par équipe |
| Athlète               | Cheval             | Catégorie | Score                 | Rang                  | Score            | Rang             | Score indiv | Total      | Rang       |            |
| --------------------- | ------------------ | --------- | --------------------- | --------------------- | ---------------- | ---------------- | ----------- | ---------- | ---------- | ---------- |
| Anne-Frédérique Royon | Quaterboy LH       | Grade I   | 65.357                | 15e                   | Éliminée         | Éliminée         | -           | 216.219    | 6e         |            |
| Céline Gerny          | Rhapsodie          | Grade II  | Éliminée              | NC                    | Éliminée         | Éliminée         | 71.576      | 216.219    | 6e         |            |
| Chiara Zenati         | Swing Royal        | Grade III | 71.059                | 5e                    | 70.187           | 8e               | 73.118      | 216.219    | 6e         |            |
| Vladimir Vinchon      | Fidertanz for Rosi | Grade IV  | 68.695                | 9e                    | Éliminé          | Éliminé          | 71.525      | 216.219    | 6e         |            |

## Escrime
| Athlète                                                | Compétition              | Poules                             | Poules                   | Poules                     | Poules                   | Poules                  | Poules              | Poules | Huitièmes de finale      | Quarts de finale        | Demi-finales                       | Finale 3e place                | Rang                                   |
| Athlète                                                | Compétition              | Match 1                            | Match 2                  | Match 3                    | Match 4                  | Match 5                 | Match 6             | Cl.    | Huitièmes de finale      | Quarts de finale        | Demi-finales                       | Finale 3e place                | Rang                                   |
| Athlète                                                | Compétition              | Adversaire Score                   | Adversaire Score         | Adversaire Score           | Adversaire Score         | Adversaire Score        | Adversaire Score    | Cl.    | Adversaire Score         | Adversaire Score        | Adversaire Score                   | Adversaire Score               | Rang                                   |
| ------------------------------------------------------ | ------------------------ | ---------------------------------- | ------------------------ | -------------------------- | ------------------------ | ----------------------- | ------------------- | ------ | ------------------------ | ----------------------- | ---------------------------------- | ------------------------------ | -------------------------------------- |
| Romain Noble                                           | Épée individuelle cat A  | Battu par Manko 3 - 5              | Battu par Giordan 2 - 5  | Battu par Gilliver 4 - 5   | Bat Pender 5 - 1         | Battu par Yusupov 2 - 5 | Battu par Sun 1 - 5 | 6e     | Éliminé                  | Éliminé                 | Éliminé                            | Éliminé                        | 12e                                    |
| Romain Noble                                           | Sabre individuel cat A   | Battu par Gilliver 0 - 5           | Battu par Tian 3 - 5     | Battu par Nagaev 2 - 5     | Battu par Manko 3 - 5    | -                       | -                   | 5e     | Éliminé                  | Éliminé                 | Éliminé                            | Éliminé                        | 14e                                    |
| Damien Tokatlian                                       | Fleuret individuel cat A | Bat Li 5 - 2                       | Bat Lambertini 5 - 3     | Bat Pender 5 - 4           | Bat Yusupov 5 - 3        | -                       | -                   | 1er    | Exempté                  | Battu par Nagaev 3 - 15 | Éliminé                            | Éliminé                        | 5e                                     |
| Maxime Valet                                           | Fleuret individuel cat B | Bat Chaves 5 - 2                   | Bat Onda 5 - 1           | Battu par Coutya 3 - 5     | Bat Kuzyukov 5 - 2       | Battu par Feng 4 - 5    | Bat Naumenko 5 - 2  | 3e     | Exempté                  | Battu par Coutya 8 - 15 | Éliminé                            | Éliminé                        | 6e                                     |
| Maxime Valet                                           | Sabre individuel cat B   | Battu par Tarjanyi 4 - 5           | Battu par Kurzin 3 - 5   | Bat Chaves 5 - 1           | Battu par Pluta 2 - 5    | Bat Mainville 5 - 2     | -                   | 4e     | Bat Mainville 15 - 9     | Bat Kurzin 15 - 10      | Battu par Feng 7 - 15              | Battu par Triantafýllou 6 - 15 | 4e                                     |
| Yohan Peter                                            | Épée individuelle cat B  | Battu par Mainville 4 - 5          | Battu par Ali 0 - 5      | Bat Fujita 5 - 3           | Battu par Kuzyukov 3 - 5 | Battu par Coutya 1 - 5  | Bat Datsko 5 - 3    | 5e     | Battu par Datsko 11 - 15 | Éliminé                 | Éliminé                            | Éliminé                        | 10e                                    |
| Romain Noble Damien Tokatlian Yohan Peter Maxime Valet | Épée par équipes         | Battus par Grande-Bretagne 29 - 45 | Battent Pologne 45 - 39  | Battus par Ukraine 35 - 45 | -                        | -                       | -                   | 3e     | -                        | -                       | Éliminés                           | Éliminés                       | 6e                                     |
| Romain Noble Damien Tokatlian Maxime Valet             | Fleuret par équipes      | Battent Japon 45 - 32              | Battus par Chine 27 - 45 | Battent Pologne 45 - 33    | -                        | -                       | -                   | 2e     | -                        | -                       | Battus par Grande-Bretagne 23 - 45 | Battent RPC 45 - 40            | Médaille de bronze, Jeux paralympiques |

## Football à 5
| Numéro / Nom    | Numéro / Nom            | Équipe actuelle            | Date de naissance | J.              | Football        |
| Gardiens de but | Gardiens de but         | Gardiens de but            | Gardiens de but   | Gardiens de but | Gardiens de but |
| --------------- | ----------------------- | -------------------------- | ----------------- | --------------- | --------------- |
| -               | Alessandro Bartolomucci | Mérignac SAM               |                   |                 |                 |
| -               | Jérémy Sauffisseau      | Mérignac SAM               |                   |                 |                 |
| Joueur de champ |                         |                            |                   |                 |                 |
| -               | Hakim Arezki            | FC Cecifoot Précy-sur-Oise |                   |                 |                 |
| -               | Tidiane Diakite         | AS Cécifoot Saint-Mandé    |                   |                 |                 |
| -               | Mickaël Miguez          | Mérignac SAM               |                   |                 |                 |
| -               | Babacar Niang           | Toulouse Football Cécifoot |                   |                 |                 |
| -               | Gaël Rivière            | Bondy Cécifoot Club        |                   |                 |                 |
| -               | Frédéric Villeroux      | Mérignac SAM               |                   |                 |                 |
| -               | Yvan Wouandji           | AS Cécifoot Saint-Mandé    |                   |                 |                 |
| -               | Khalifa Youme           | Mérignac SAM               |                   |                 |                 |
| Sélectionneur   |                         |                            |                   |                 |                 |
|                 | Toussaint Akpweh        |                            |                   |                 |                 |

Phase de Poule
| Rang | Équipe | Pts | J | G | N | P | Bp | Bc | Diff |
| ---- | ------ | --- | - | - | - | - | -- | -- | ---- |
| 1    | Brésil | 9   | 3 | 3 | 0 | 0 | 11 | 0  | +11  |
| 2    | Chine  | 6   | 3 | 2 | 0 | 1 | 3  | 3  | 0    |
| 3    | Japon  | 3   | 3 | 1 | 0 | 2 | 4  | 6  | -2   |
| 4    | France | 0   | 3 | 0 | 0 | 3 | 0  | 9  | -9   |

     Équipe qualifiée ou victorieuse; Pts = points; J = joués; G = gagnés; Gt = gagnés en prolongation ou aux tirs au but; P = perdus;

Bp = buts pour; Bc = buts contre; Diff = différence de buts
- 29 août : défaite 4-0 face au  Japon (Kuroda   4e   9e, Kawamura   19e   27e (pen.))
- 30 août : défaite 2-0 face à la  Chine (Zhu   12e   18e)
- 31 août : défaite 4-0 face au  Brésil ( Mendes   16e   26e (pen.), Vieira Soares   35e   39e )

Match pour la 7e place
- 2 septembre : défaite 3-2 face au  Thaïlande (Buadee   9e,Kupan   17e   27e, Youme   29e   31e)

## Judo
| Athlète              | Compétition  | 1er tour               | Quart de finale          | Demi-finale               | Repêchage 1         | Repêchage 2                        | Finale                       | Rang                                   |
| Athlète              | Compétition  | Adversaire Résultat    | Adversaire Résultat      | Adversaire Résultat       | Adversaire Résultat | Adversaire Résultat                | Adversaire Résultat          | Rang                                   |
| -------------------- | ------------ | ---------------------- | ------------------------ | ------------------------- | ------------------- | ---------------------------------- | ---------------------------- | -------------------------------------- |
| Nathan Petit         | Hommes -81kg | Bat Smagululy 10s1 - 0 | Battu par Lee 0s2 - 10s1 | Éliminé                   | Bat Powell 10 - 0   | Battu par Avila Sanchez 1s1 - 10s1 | Éliminé                      | 5e                                     |
| Hélios Latchoumanaya | Hommes -90kg | Exempté                | Bat Hirose 10 - 0s1      | Battu par Nouri 0s1 - 1s2 | Non disputé         | Bat Amanzhol 10 - 0                | Éliminé                      | Médaille de bronze, Jeux paralympiques |
| Sandrine Martinet    | Femmes -48kg | Exemptée               | Bat Li 10 - 0            | Bat Ivanytska 10 - 0s1    | Non disputé         | Non disputé                        | Battue par Hajiyeva 1 - 10s1 | Médaille d'argent, Jeux paralympiques  |

## Natation
Hommes
| Athlète          | Épreuve              | Série         | Série | Finale        | Finale                                 |
| Athlète          | Épreuve              | Résultat      | Rang  | Résultat      | Rang                                   |
| ---------------- | -------------------- | ------------- | ----- | ------------- | -------------------------------------- |
| Laurent Chardard | 50 m papillon S6     | 32 s 76       | 5e    | 32 s 29       | 4e                                     |
| Laurent Chardard | 100 m nage libre S6  | 1 min 7 s 69  | 5e    | 1 min 7 s 60  | 7e                                     |
| Laurent Chardard | 100 m dos S6         | 1 min 20 s 58 | 7e    | 1 min 19 s 00 | 6e                                     |
| Ugo Didier       | 400 m nage libre S9  | 4 min 15 s 53 | 2e    | 4 min 11 s 33 | Médaille d'argent, Jeux paralympiques  |
| Ugo Didier       | 100 m dos S9         | 1 min 3 s 32  | 4e    | 1 min 2 s 20  | 4e                                     |
| Ugo Didier       | 200 m 4 nages SM9    | 2 min 20 s 86 | 3e    | 2 min 17 s 15 | Médaille de bronze, Jeux paralympiques |
| Nathan Maillet   | 200 m nage libre S14 | 2 min 4 s 44  | 16e   | Éliminé       | Éliminé                                |
| Nathan Maillet   | 100 m dos S14        | 1 min 8 s 05  | 18e   | Éliminé       | Éliminé                                |
| Florent Marais   | 100 m papillon S10   | 59 s 23       | 8e    | 57 s 89       | 4e                                     |
| Florent Marais   | 100 m dos S10        | 1 min 1 s 92  | 5e    | 1 min 1 s 30  | Médaille de bronze, Jeux paralympiques |
| Florent Marais   | 400 m nage libre S10 | 4 min 17 s 78 | 6e    | 4 min 14 s 98 | 6e                                     |
| Florent Marais   | 200 m 4 nages SM10   | 2 min 27 s 75 | 9e    | Éliminé       | Éliminé                                |
| Alex Portal      | 50 m nage libre S13  | 25 s 03       | 11e   | Éliminé       | Éliminé                                |
| Alex Portal      | 400 m nage libre S13 | 4 min 11 s 07 | 3e    | 4 min 6 s 49  | Médaille de bronze, Jeux paralympiques |
| Alex Portal      | 100 m brasse SB13    | 1 min 12 s 14 | 9e    | Éliminé       | Éliminé                                |
| Alex Portal      | 100 m papillon S13   | 57 s 60       | 4e    | 57 s 13       | 4e                                     |
| Alex Portal      | 200 m 4 nages SM13   | 2 min 12 s 05 | 3e    | 2 min 9 s 92  | Médaille d'argent, Jeux paralympiques  |
| David Smetanine  | 50 m nage libre S4   | 42 s 68       | 12e   | Éliminé       | Éliminé                                |
| David Smetanine  | 100 m nage libre S4  | 1 min 32 s 52 | 7e    | 1 min 29 s 47 | 6e                                     |
| David Smetanine  | 200 m nage libre S4  | 3 min 14 s 09 | 8e    | 3 min 14 s 81 | 8e                                     |

Femmes
| Athlète        | Épreuve              | Série         | Série | Finale        | Finale   |
| Athlète        | Épreuve              | Résultat      | Rang  | Résultat      | Rang     |
| -------------- | -------------------- | ------------- | ----- | ------------- | -------- |
| Émeline Pierre | 50 m nage libre S10  | 29 s 11       | 11e   | Éliminée      | Éliminée |
| Émeline Pierre | 100 m nage libre S10 | 1 min 4 s 39  | 10e   | Éliminée      | Éliminée |
| Émeline Pierre | 100 m dos S10        | 1 min 13 s 98 | 8e    | 1 min 13 s 52 | 8e       |
| Anaëlle Roulet | 100 m dos S10        | 1 min 10 s 70 | 3e    | 1 min 10 s 83 | 5e       |
| Claire Supiot  | 100 m nage libre S9  | 1 min 7 s 31  | 13e   | Éliminée      | Éliminée |
| Claire Supiot  | 400 m nage libre S9  | 5 min 0 s 28  | 11e   | Éliminée      | Éliminée |
| Claire Supiot  | 100 m papillon S9    | 1 min 18 s 94 | 8e    | 1 min 16 s 67 | 8e       |
| Claire Supiot  | 200 m 4 nages SM9    | 2 min 55 s 56 | 15e   | Éliminée      | Éliminée |

## Rugby-fauteuil
Sélection de l'équipe de France de rugby-fauteuil
| #                 | Nom                        | Handicap          | Club                      | Âge               | Joués             | Buts              |                   |
| Fauteuil défensif | Fauteuil défensif          | Fauteuil défensif | Fauteuil défensif         | Fauteuil défensif | Fauteuil défensif | Fauteuil défensif | Fauteuil défensif |
| ----------------- | -------------------------- | ----------------- | ------------------------- | ----------------- | ----------------- | ----------------- | ----------------- |
| -                 | Adrien Chalmin             | 0,5 pt            | AS Montferrand            |                   |                   |                   |                   |
| -                 | Corentin Le Guen           | 0,5 pt            | Club sportif nuiton       |                   |                   |                   |                   |
| -                 | Christophe Corompt         | 1 pt              | CS Bourgoin-Jallieu       |                   |                   |                   |                   |
| -                 | Jordan Ducret              | 1 pt              | Atlantique Rugby Fauteuil |                   |                   |                   |                   |
| -                 | Cédric Nankin              | 1,5 pt            | CAPSAAA Paris             |                   |                   |                   |                   |
| -                 | Mathieu Thiriet            | 1,5 pt            | Stade toulousain          |                   |                   |                   |                   |
| Fauteuil offensif |                            |                   |                           |                   |                   |                   |                   |
| -                 | Nicolas Valentim           | 2 pts             | AS Montferrand            |                   |                   |                   |                   |
| -                 | Brice Maurel               | 2,5 pts           | Montpellier HR            |                   |                   |                   |                   |
| -                 | Rodolphe Jarlan            | 2,5 pts           | Stade toulousain          |                   |                   |                   |                   |
| -                 | Christophe Salegui         | 3 pts             | Drop de Béton             |                   |                   |                   |                   |
| -                 | Jonathan Hivernat          | 3 pts             | Stade toulousain          |                   |                   |                   |                   |
| -                 | Sébastien Verdin           | 3 pts             | Club sportif nuiton       |                   |                   |                   |                   |
| Staff technique   |                            |                   |                           |                   |                   |                   |                   |
|                   | Olivier Cusin (entraîneur) |                   |                           |                   |                   |                   |                   |

Phase de poule
| Rang | Pays      | J | V | N | D | Pm  | Pe  | Diff | Pts |
| ---- | --------- | - | - | - | - | --- | --- | ---- | --- |
| 1    | Japon     | 3 | 3 | 0 | 0 | 170 | 155 | +15  | 6   |
| 2    | Australie | 3 | 1 | 0 | 2 | 156 | 159 | -3   | 2   |
| 3    | France    | 3 | 1 | 0 | 2 | 151 | 153 | -2   | 2   |
| 4    | Danemark  | 3 | 1 | 0 | 2 | 155 | 165 | -10  | 2   |

- 25 août : défaite 53-51 face au  Japon
- 26 août : défaite 48-50 face au  Australie
- 27 août : victoire 50-52 face au  Danemark

Match de classement (5e place)
- 28 aout : défaite 49–57 face au  Canada

## Taekwondo
| Athlète      | Catégorie        | Huitième de finale                     | Quart de finale           | Repêchage 1            | Repêchage 2          | Demi-finale         | Match pour la médaille de bronze | Finale              | Rang    |
| Athlète      | Catégorie        | Adversaire Résultat                    | Adversaire Résultat       | Adversaire Résultat    | Adversaire Résultat  | Adversaire Résultat | Adversaire Résultat              | Adversaire Résultat | Rang    |
| ------------ | ---------------- | -------------------------------------- | ------------------------- | ---------------------- | -------------------- | ------------------- | -------------------------------- | ------------------- | ------- |
| Bopha Kong   | Hommes K44 -61Kg | Exempté                                | Battu par Elzayat 10 - 20 | Bat Tokhirov 37 - 24   | Bat Khalilov 29 - 26 | Éliminé             | Battu par Sidorov 23 - 33        | Éliminé             | 5e      |
| Laura Schiel | Femmes K44 +58Kg | Battue par Martinez Mariscal 2 - 36RSC | Éliminée                  | Battue par Ota Forfait | Éliminé              | Éliminé             | Éliminé                          | Éliminé             | Éliminé |

## Tennis fauteuil
| Athlètes (tête de série)            | Épreuves        | 1er tour                                | 2e tour                                | 3e tour                        | Quarts de finale                              | Demi-finales                            | Finale Match pour la 3e place          | Finale Match pour la 3e place     |
| Athlètes (tête de série)            | Épreuves        | Adversaire Résultat                     | Adversaire Résultat                    | Adversaire Résultat            | Adversaire Résultat                           | Adversaire Résultat                     | Adversaire Résultat                    | Classement                        |
| ----------------------------------- | --------------- | --------------------------------------- | -------------------------------------- | ------------------------------ | --------------------------------------------- | --------------------------------------- | -------------------------------------- | --------------------------------- |
| Frédéric Cattaneo                   | Simple - Hommes | Battu par Ratzlaff 2-6, 5-7             | Éliminé                                | Éliminé                        | Éliminé                                       | Éliminé                                 | Éliminé                                | Éliminé                           |
| Stéphane Houdet (6)                 | Simple - Hommes | Exempté                                 | Bat Boukartacha 6-0, 6-2               | Bat De la Puente (11) 6-3, 6-0 | Battu par Kunieda (1) 67-7, 3-6               | Éliminé                                 | Éliminé                                | Éliminé                           |
| Gaëtan Menguy                       | Simple - Hommes | Battu par Im 6-3, 4-6, 1-6              | Éliminé                                | Éliminé                        | Éliminé                                       | Éliminé                                 | Éliminé                                | Éliminé                           |
| Nicolas Peifer (7)                  | Simple - Hommes | Exempté                                 | Bat Oh 6-0, 6-2                        | Bat Miki (12) 6-2, 6-3         | Battu par Hewett (2) 3-6, 4-6                 | Éliminé                                 | Éliminé                                | Éliminé                           |
| Frédéric Cattaneo Gaëtan Menguy     | Double - Hommes | Exemptés                                | Battus par Kunieda/Sanada (3) 1-6, 1-6 | -                              | Éliminés                                      | Éliminés                                | Éliminés                               | Éliminés                          |
| Stéphane Houdet Nicolas Peifer (2)  | Double - Hommes | Exemptés                                | Battent Im/Oh 6-1, 6-1                 | -                              | Battent Caverzaschi/De la Puente (7) 6-3, 6-4 | Battent Egberink/Scheffers (4) 6-2, 6-4 | Battent Hewett/Reid (1) 7-5, 0-6, 7-63 | Médaille d'or, Jeux paralympiques |
| Charlotte Fairbank                  | Simple - Femmes | Battue par Mathewson 0-6, 3-6           | Éliminée                               | -                              | Éliminée                                      | Éliminée                                | Éliminée                               | Éliminée                          |
| Emmanuelle Mörch                    | Simple - Femmes | Bat Bubnova 6-2, 6-1                    | Battue par Van Koot (3) 3-6, 0-6       | -                              | Éliminée                                      | Éliminée                                | Éliminée                               | Éliminée                          |
| Charlotte Fairbank Emmanuelle Mörch | Double - Femmes | Battues par Bubnova/Lvova 6-2, 5-7, 2-6 | -                                      | -                              | Éliminées                                     | Éliminées                               | Éliminées                              | Éliminées                         |

## Tennis de table
Hommes
| Athlètes                                          | Compétition       | Phase de groupes           | Phase de groupes          | Phase de groupes | Phase de groupes | Huitièmes de finale          | Quarts de finale                 | Demi-finales                       | Finale                     | Rang                                   |
| Athlètes                                          | Compétition       | Adversaire Score           | Adversaire Score          | Adversaire Score | Rang             | Adversaire Score             | Adversaire Score                 | Adversaire Score                   | Adversaire Score           | Rang                                   |
| ------------------------------------------------- | ----------------- | -------------------------- | ------------------------- | ---------------- | ---------------- | ---------------------------- | -------------------------------- | ---------------------------------- | -------------------------- | -------------------------------------- |
| Fabien Lamirault                                  | Simple C2         | Bat Jakimczuk 3 - 0        | Bat Suchánek 3 - 1        | -                | 1er              | Exempté                      | Bat Nazirov 3 - 0                | Bat Cha 3 - 1                      | Bat Czuper 3 - 2           | Médaille d'or, Jeux paralympiques      |
| Stéphane Molliens                                 | Simple C2         | Bat Toledo Bachiller 3 - 2 | Bat Yezyk 3 - 0           | -                | 1er              | Battu par Ludrovský 1 - 3    | Éliminé                          | Éliminé                            | Éliminé                    | Éliminé                                |
| Fabien Lamirault Stéphane Molliens                | Par équipes C1-2  | -                          | -                         | -                | -                | -                            | Exemptés                         | Battent Ludrovský/Riapoš 2 - 0     | Battent Cha/Park 2 - 0     | Médaille d'or, Jeux paralympiques      |
| Florian Merrien                                   | Simple C3         | Bat Laowong 3 - 0          | Bat Copola 3 - 2          | -                | 1er              | Bat Andrade de Freitas 3 - 0 | Battu par Zhai 2 - 3             | Éliminé                            | Éliminé                    | Éliminé                                |
| Maxime Thomas                                     | Simple C4         | Bat Saleh 3 - 1            | Bat Ogunkunle 3 - 2       | -                | 1er              | Exempté                      | Bat Zylka 3 - 1                  | Battu par Ozturk 1 - 3             | Éliminé                    | Médaille de bronze, Jeux paralympiques |
| Nicolas Savant-Aira                               | Simple C5         | Battu par Cao 0 - 3        | Bat Caliskan 3 - 2        | -                | 2e               | -                            | Battu par Baus 0 - 3             | Éliminé                            | Éliminé                    | Éliminé                                |
| Florian Merrien Maxime Thomas Nicolas Savant-Aira | Par équipes C4-5  | -                          | -                         | -                | -                | Exemptés                     | Battent Koleosho/Ogunkunle 2 - 0 | Battus par Kim Y./Kim J. 0 - 2     | Éliminés                   | Médaille de bronze, Jeux paralympiques |
| Thomas Bouvais                                    | Simple C8         | Bat Andersson 3 - 0        | Bat Charitsat 3 - 0       | -                | 1er              | Bat Csonka 3 - 1             | Battu par Peng 0 - 3             | Éliminé                            | Éliminé                    | Éliminé                                |
| Clément Berthier                                  | Simple C8         | Battu par Wilson 0 - 3     | Battu par Peng 0 - 3      | -                | 3e               | Éliminé                      | Éliminé                          | Éliminé                            | Éliminé                    | Éliminé                                |
| Thomas Bouvais Clément Berthier                   | Par équipes C8    | -                          | -                         | -                | -                | -                            | Battent Karlsson/Andersson 2 - 1 | Battus par Didoukh/Nikolenko 0 - 2 | Éliminés                   | Médaille de bronze, Jeux paralympiques |
| Matéo Bohéas                                      | Simple C10        | Bat Carbinatti Jr 3 - 0    | Bat Gardos 3 - 1          | Bat Cogill 3 - 1 | 1er              | -                            | Bat Akbar 3 - 1                  | Bat Jacobs 3 - 2                   | Battu par Chojnowski 0 - 3 | Médaille d'argent, Jeux paralympiques  |
| Gilles de La Bourdonnaye                          | Simple C10        | Battu par Chojnowski 1 - 3 | Battu par Akbar 2 - 3     | -                | 3e               | -                            | Éliminé                          | Éliminé                            | Éliminé                    | Éliminé                                |
| Matéo Bohéas Gilles de La Bourdonnaye             | Par équipes C9-10 | -                          | -                         | -                | -                | Exemptés                     | Battus par Ma/Coughlan 0 - 2     | Éliminés                           | Éliminés                   | Éliminés                               |
| Lucas Créange                                     | Simple C11        | Bat Gharsallah 3 - 0       | Bat Cuesta Martinez 3 - 1 | -                | 1er              | -                            | Bat Takemori 3 - 0               | Battu par Palos 2 - 3              | Éliminé                    | Médaille de bronze, Jeux paralympiques |

Femmes
| Athlètes                       | Compétition      | Phase de groupes       | Phase de groupes         | Phase de groupes  | Phase de groupes | Huitièmes de finale | Quarts de finale      | Demi-finales                | Finale                      | Rang                                   |          |
| Athlètes                       | Compétition      | Adversaire Score       | Adversaire Score         | Adversaire Score  | Rang             | Adversaire Score    | Adversaire Score      | Adversaire Score            | Adversaire Score            | Rang                                   |          |
| ------------------------------ | ---------------- | ---------------------- | ------------------------ | ----------------- | ---------------- | ------------------- | --------------------- | --------------------------- | --------------------------- | -------------------------------------- | -------- |
| Isabelle Lafaye                | Simple C1-2      | Battue par Rossi 0 - 3 | Battue par Garrone 0 - 3 | -                 | 3e               | Éliminée            | Éliminée              | Éliminée                    | Éliminée                    | Éliminée                               | Éliminée |
| Anne Barnéoud                  | Simple C7        | Bat Van Zon 3 - 2      | Bat Pérez Villalba 3 - 0 | -                 | 1re              | -                   | Exemptée              | Battue par Safonova 1 - 3   | Éliminée                    | Médaille de bronze, Jeux paralympiques |          |
| Thu Kamkasomphou               | Simple C8        | Bat Van Hoof 3 - 1     | Bat Arloy 3 - 2          | -                 | 1re              | -                   | Exemptée              | Battue par Huang 1 - 3      | Éliminée                    | Médaille de bronze, Jeux paralympiques |          |
| Anne Barnéoud Thu Kamkasomphou | Par équipes C6-8 | -                      | -                        | -                 | -                | -                   | Battent Kim/Lee 2 - 0 | Battues par Mao/Huang 0 - 2 | Éliminées                   | Médaille de bronze, Jeux paralympiques |          |
| Léa Ferney                     | Simple C11       | Battue par Wong 1 - 3  | Bat Furukawa 3 - 0       | Bat Kosmina 3 - 1 | 1re              | -                   | -                     | Bat Ito 3 - 0               | Battue par Prokofieva 1 - 3 | Médaille d'argent, Jeux paralympiques  |          |

## Tir
| Sportif                | Discipline                                         | Qualification | Qualification | Finale     | Finale  |
| Sportif                | Discipline                                         | Score         | Rang          | Score      | Rang    |
| ---------------------- | -------------------------------------------------- | ------------- | ------------- | ---------- | ------- |
| David Auclair          | Pistolet à 25 m - SH1 Mixte                        | 541-7x        | 26e           | Éliminé    | Éliminé |
| Vincent Fagnon         | Carabine à 50 m couché - SH2 Mixte                 | 613.6         | 26e           | Éliminé    | Éliminé |
| Cédric Fèvre-Chevalier | Carabine à air comprimé à 10 m couché - SH1 Mixte  | 631.8         | 13e           | Éliminé    | Éliminé |
| Cédric Fèvre-Chevalier | Carabine à 50 m couché - SH1 Mixte                 | 620.8         | 2e            | 205.0      | 4e      |
| Tanguy de La Forest    | Carabine à air comprimé à 10 m debout - SH2 Mixte  | 631.4         | 8e            | 188.6 (SO) | 5e      |
| Tanguy de La Forest    | Carabine à air comprimé à 10 m couché - SH2 Mixte  | 637.4         | 4e            | 189.1      | 5e      |
| Tanguy de La Forest    | Carabine à 50 m couché - SH2 Mixte                 | 624.7         | 3e            | 186.5      | 5e      |
| Kevin Liot             | Carabine à air comprimé à 10 m debout - SH2 Mixte  | 630.8         | 9e            | Éliminé    | Éliminé |
| Kevin Liot             | Carabine à air comprimé à 10 m couché - SH2 Mixte  | 633.5         | 11e           | Éliminé    | Éliminé |
| Alain Quittet          | Carabine à air comprimé à 10 m debout - SH2 Mixte  | 627.0         | 13e           | Éliminé    | Éliminé |
| Alain Quittet          | Carabine à air comprimé à 10 m couché - SH2 Mixte  | 629.1         | 30e           | Éliminé    | Éliminé |
| Alain Quittet          | Carabine à 50 m couché - SH2 Mixte                 | 615.9         | 23e           | Éliminé    | Éliminé |
| Didier Richard         | Carabine à air comprimé à 10 m debout - SH1 Hommes | 616.4         | 6e            | 140.6      | 7e      |
| Didier Richard         | Carabine à 50 m couché - SH1 Mixte                 | 609.9         | 31e           | Éliminé    | Éliminé |
| Didier Richard         | Carabine à 50 m 3 positions - SH1 Hommes           | 1143-43x      | 11e           | Éliminé    | Éliminé |
| Christophe Tanche      | Carabine à air comprimé à 10 m couché - SH1 Mixte  | 630.9         | 19e           | Éliminé    | Éliminé |
| Christophe Tanche      | Carabine à 50 m couché - SH1 Mixte                 | 614.0         | 19e           | Éliminé    | Éliminé |

## Tir à l'arc
| Athlète              | Compétition           | Tour préliminaire | Tour préliminaire | Trente-deuxièmes de finale   | Seizièmes de finale         | Huitièmes de finale | Quarts de finale | Demi-finales     | Finale Match pour la 3e place | Rang    |
| Athlète              | Compétition           | Score             | Rang              | Adversaire Score             | Adversaire Score            | Adversaire Score    | Adversaire Score | Adversaire Score | Adversaire Score              | Rang    |
| -------------------- | --------------------- | ----------------- | ----------------- | ---------------------------- | --------------------------- | ------------------- | ---------------- | ---------------- | ----------------------------- | ------- |
| Daniel Lelou         | Libre - Arc à poulies | 680               | 23e               | Exempté                      | Battu par Korkmaz 137 - 141 | Éliminé             | Éliminé          | Éliminé          | Éliminé                       | Éliminé |
| Eric Pereira         | Libre - Arc à poulies | 655               | 34e               | Battu par Marchant 136 - 138 | Éliminé                     | Éliminé             | Éliminé          | Éliminé          | Éliminé                       | Éliminé |
| Guillaume Toucoullet | Libre - Arc classique | 620               | 7e                | -                            | Battu par Phillips 2 - 6    | Éliminé             | Éliminé          | Éliminé          | Éliminé                       | Éliminé |

| Athlète      | Compétition           | Tour préliminaire | Tour préliminaire | Seizièmes de finale | Huitièmes de finale | Quarts de finale                   | Demi-finales     | Finale Match pour la 3e place | Rang     |
| Athlète      | Compétition           | Score             | Rang              | Adversaire Score    | Adversaire Score    | Adversaire Score                   | Adversaire Score | Adversaire Score              | Rang     |
| ------------ | --------------------- | ----------------- | ----------------- | ------------------- | ------------------- | ---------------------------------- | ---------------- | ----------------------------- | -------- |
| Julie Chupin | Libre - Arc à poulies | 682               | 8e                | Exemptée            | Bat Li 145PR - 138  | Battue par Paterson Pine 139 - 141 | Éliminée         | Éliminée                      | Éliminée |

| Athlètes                  | Compétition           | Tour préliminaire | Tour préliminaire | Huitièmes de finale      | Quarts de finale           | Demi-finales     | Finale Match pour la 3e place | Rang     |
| Athlètes                  | Compétition           | Score             | Rang              | Adversaire Score         | Adversaire Score           | Adversaire Score | Adversaire Score              | Rang     |
| ------------------------- | --------------------- | ----------------- | ----------------- | ------------------------ | -------------------------- | ---------------- | ----------------------------- | -------- |
| Daniel Lelou Julie Chupin | Libre - Arc à poulies | 1362              | 8e                | Battent Brésil 145 - 142 | Battus par Chine 151 - 154 | Éliminés         | Éliminés                      | Éliminés |

## Triathlon
| Athlètes                                | Catégorie | Natation (750 m)  | Transition 1    | Vélo (20 km)      | Transition 2 | Course (5 km) | Temps           | Résultat                          |
| --------------------------------------- | --------- | ----------------- | --------------- | ----------------- | ------------ | ------------- | --------------- | --------------------------------- |
| Ahmed Andaloussi                        | PTWC      | 13 min 0 s (6e)   | 1 min 28 s (6e) | 35 min 36 s (6e)  | 55 s (6e)    | 13 min 46 s   | 1 h 4 min 45 s  | 5e                                |
| Alexandre Paviza                        | PTWC      | 13 min 1 s (7e)   | 1 min 30 s (7e) | 37 min 11 s (9e)  | 55 s (9e)    | 19 min 21 s   | 1 h 10 min 54 s | 10e                               |
| Alexis Hanquinquant                     | PTS4      | 9 min 42 s (1er)  | 1 min 6 s (1er) | 30 min 24 s (1er) | 43 s (1er)   | 18 min 4 s    | 59 min 58 s     | Médaille d'or, Jeux paralympiques |
| Yannick Bourseaux                       | PTS5      | 12 min 25 s (10e) | 56 s (9e)       | 31 min 17 s (10e) | 46 s (10e)   | 18 min 10 s   | 1 h 3 min 34 s  | 10e                               |
| Antoine Perel guide : Olivier Lyoen     | PTVI      | 12 min 23 s (5e)  | 1 min 14 s (5e) | 30 min 57 s (7e)  | 50 s (7e)    | 19 min 15 s   | 1 h 3 min 49 s  | 6e                                |
| Thibaut Rigaudeau guide : Cyril Viennot | PTVI      | 14 min 0 s (8e)   | 54 s (8e)       | 39 min 4 s (5e)   | 46 s (5e)    | 12 min 44 s   | 1 h 2 min 48 s  | 4e                                |

| Athlètes                                 | Catégorie | Natation (750 m) | Transition 1    | Vélo (20 km)     | Transition 2   | Course (5 km) | Temps           | Résultat                               |
| ---------------------------------------- | --------- | ---------------- | --------------- | ---------------- | -------------- | ------------- | --------------- | -------------------------------------- |
| Mona Francis                             | PTWC      | 15 min 27 s (7e) | 1 min 48 s (7e) | 39 min 40 s (3e) | 1 min 1 s (3e) | 18 min 54 s   | 1 h 16 min 49 s | 6e                                     |
| Gwladys Lemoussu                         | PTS5      | 13 min 9 s (6e)  | 1 min 2 s (5e)  | 36 min 47 s (5e) | 52 s (5e)      | 22 min 50 s   | 1 h 14 min 35 s | 6e                                     |
| Annouck Curzillat guide : Céline Bousrez | PTVI      | 14 min 41 s (4e) | 1 min 23 s (4e) | 32 min 4 s (4e)  | 1 min 5 s (4e) | 22 min 32 s   | 1 h 11 min 45 s | Médaille de bronze, Jeux paralympiques |